# Universidad de Macedonia

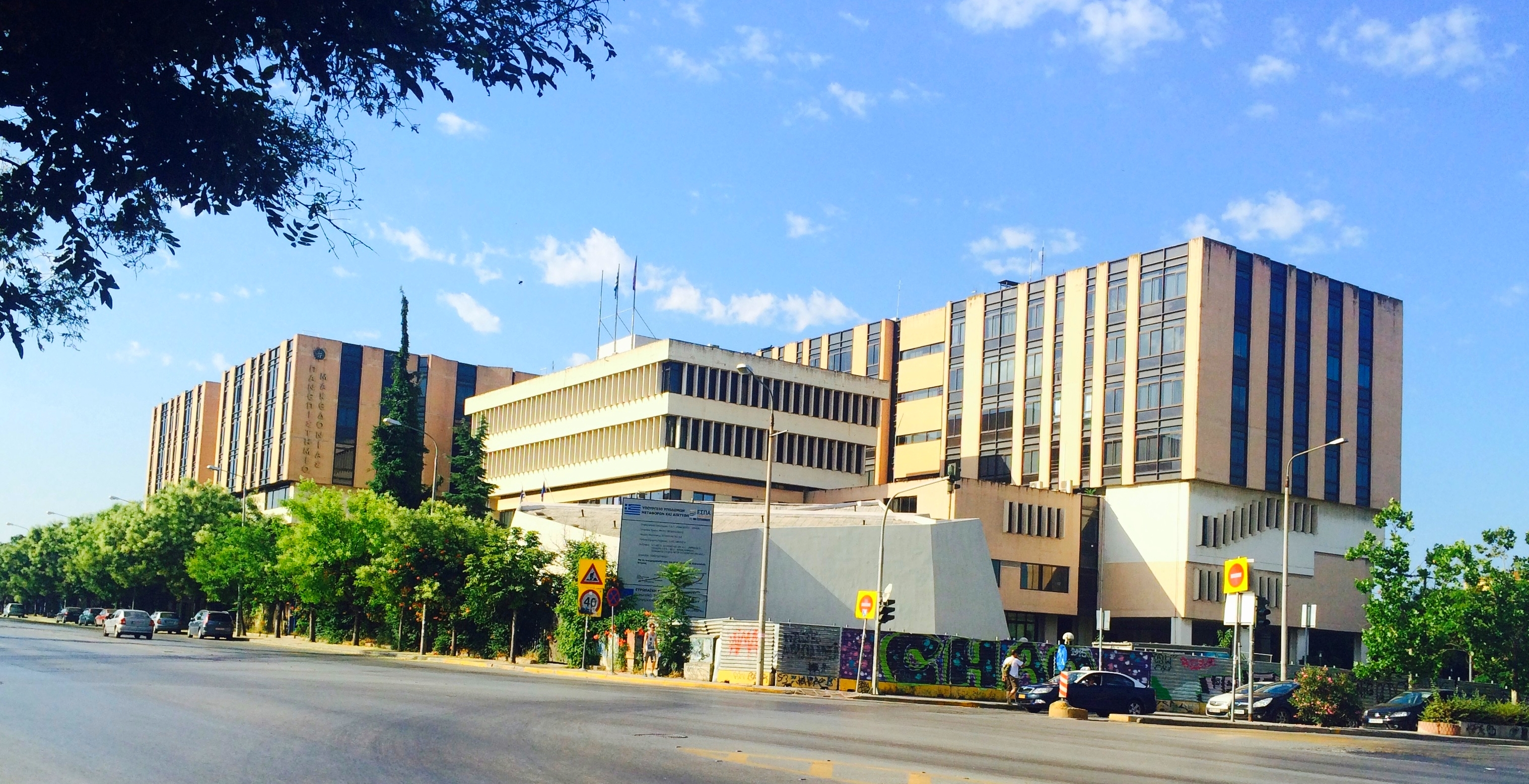
Universidad de Macedonia

La Universidad de Macedonia (en griego: Πανεπιστήμιο Μακεδονίας) se ubica en Tesalónica, Grecia. Se fundó en 1957, bajo el nombre, de la Escuela de Altos Estudios Industriales de Tesalónica. Cambió de nombre en 1991. 
Está constituida por 10 departamentos, principalmente en los ámbitos de Ciencias sociales, Ciencia política y Economía. Es la segunda mayor universidad de la ciudad después la Universidad Aristóteles de Tesalónica.

## Vínculo exterior
- Su sitio Internet (sólo en Griego e Inglés)

- Datos: Q1637117
- Multimedia: University of Macedonia / Q1637117